# Partido judicial de Lucena
El partido judicial de Lucena es uno de los 85 partidos judiciales en los que se divide la comunidad autónoma de Andalucía y creado por Real Decreto en 1983, como el número 7 de los doce partidos judiciales en que se divide la provincia de Córdoba, en España. La extensión del partido comprende 6 municipios con una superficie de 723,54 km² y sede en Lucena. 

## Ámbito geográfico
El ámbito territorial, que viene regulado por el Real Decreto 529/1983, de 9 de marzo, comprende los municipios:
| Partido Judicial | Capital de partido | Municipios que comprende                                      |
| ---------------- | ------------------ | ------------------------------------------------------------- |
| 7                | Lucena             | Benamejí, Encinas Reales, Iznájar, Lucena, Palenciana y Rute. |